# Thomas van Savoye (1199-1259)
Thomas van Savoye (1199 - 1259) was de derde zoon van graaf Thomas I van Savoye en Beatrix van Genève.
In 1237 huwde hij met Johanna I van Constantinopel (rond 1188-1244), gravin van Vlaanderen, maar dit huwelijk bleef kinderloos.
Later huwde hij met Beatrix Fieschi (-1283), dochter van graaf Theobald van Lavagna, en werd vader van:
- Thomas
- Eleonora (-1306), in 1270 gehuwd met Louis van Beaujeu
- Thomas III (1248-1282), graaf van Maurienne-Piëmont, gehuwd met Guyonna, dochter van graaf Hugo van Chalon en Adelheid van Bourgondië
- Amadeus V van Savoye (1249-1323)
- Margaretha (-1292), gehuwd met Boudewijn IV van Reviers, graaf van Devon
- Lodewijk I (-1302), baron van Vaud
- Alexia (-1277).

## Voorouders
| Voorouders van Thomas van Savoye (1199-1259) | Voorouders van Thomas van Savoye (1199-1259)                        | Voorouders van Thomas van Savoye (1199-1259)                        | Voorouders van Thomas van Savoye (1199-1259)                 | Voorouders van Thomas van Savoye (1199-1259)                 | Voorouders van Thomas van Savoye (1199-1259)                 | Voorouders van Thomas van Savoye (1199-1259)                 | Voorouders van Thomas van Savoye (1199-1259)                 | Voorouders van Thomas van Savoye (1199-1259)                 |
| -------------------------------------------- | ------------------------------------------------------------------- | ------------------------------------------------------------------- | ------------------------------------------------------------ | ------------------------------------------------------------ | ------------------------------------------------------------ | ------------------------------------------------------------ | ------------------------------------------------------------ | ------------------------------------------------------------ |
| Overgrootouders                              | Amadeus III van Savoye (1094-1148) ∞ Mathilde van Albon (1112-1148) | Amadeus III van Savoye (1094-1148) ∞ Mathilde van Albon (1112-1148) | Gerald I van Mâcon (-1184) ∞ Maurette van Salins (–)         | Gerald I van Mâcon (-1184) ∞ Maurette van Salins (–)         | Amadeus I van Genève (1098-1178) ∞ Mathilde van Cuseau (–)   | Amadeus I van Genève (1098-1178) ∞ Mathilde van Cuseau (–)   | Aymon I van Faucigny ∞                                       | Aymon I van Faucigny ∞                                       |
| Grootouders                                  | Humbert III van Savoye (1136-1189) ∞ Beatrix van Mâcon (-)          | Humbert III van Savoye (1136-1189) ∞ Beatrix van Mâcon (-)          | Humbert III van Savoye (1136-1189) ∞ Beatrix van Mâcon (-)   | Humbert III van Savoye (1136-1189) ∞ Beatrix van Mâcon (-)   | Willem I van Genève (1132-1195) ∞ Beatrix van Faucigny       | Willem I van Genève (1132-1195) ∞ Beatrix van Faucigny       | Willem I van Genève (1132-1195) ∞ Beatrix van Faucigny       | Willem I van Genève (1132-1195) ∞ Beatrix van Faucigny       |
| Ouders                                       | Thomas I van Savoye (1180-1233) ∞ Beatrix van Genève (-1252)        | Thomas I van Savoye (1180-1233) ∞ Beatrix van Genève (-1252)        | Thomas I van Savoye (1180-1233) ∞ Beatrix van Genève (-1252) | Thomas I van Savoye (1180-1233) ∞ Beatrix van Genève (-1252) | Thomas I van Savoye (1180-1233) ∞ Beatrix van Genève (-1252) | Thomas I van Savoye (1180-1233) ∞ Beatrix van Genève (-1252) | Thomas I van Savoye (1180-1233) ∞ Beatrix van Genève (-1252) | Thomas I van Savoye (1180-1233) ∞ Beatrix van Genève (-1252) |